# ライラック (Mrs. GREEN APPLEの曲)
「ライラック」は、日本のロックバンド・Mrs. GREEN APPLEの楽曲。2024年4月12日にユニバーサルミュージック内のレーベル・EMI Recordsから配信限定でリリースされた。第66回日本レコード大賞受賞作品。

## 概要
2024年3月3日、新曲「ライラック」が、同年4月より放送開始したテレビ東京系アニメ『忘却バッテリー』オープニングテーマに決定。アニメのタイアップを手掛けるのは、2019年の『炎炎ノ消防隊』オープニングテーマ「インフェルノ」以来約5年ぶりである。
3月19日・22日・29日・4月5日、本楽曲のリリックビデオが、YouTube Shortsとして公式YouTubeチャンネルにて公開された。
4月4日、本楽曲が同月12日に9th配信シングルとしてリリースされることが発表された。また同日、本楽曲のコンテンツカレンダーが公開された。連日、本楽曲のカバーアートやコンセプトフォト、ティザームービーなどが公開された。
4月12日、本楽曲のリリースとともに、22時にミュージック・ビデオが公式YouTubeチャンネルにて公開された。また同日、テレビ朝日系『ミュージックステーション』にて、同日出演したテレビ朝日開局65周年記念イベント「The Performance」の会場となるKアリーナ横浜からの生中継で、本楽曲をテレビ初披露した。
6月19日、本楽曲がストリーミング累計再生回数1億回を突破。自身最速での突破となった。
12月30日、第66回日本レコード大賞において、本楽曲が大賞を受賞。昨年の「ケセラセラ」に続き、2連覇を達成。バンドでの2連覇は初となる。また、アニメソングが日本レコード大賞に選ばれたのは、2020年の第62回日本レコード大賞の「炎」以来、4年ぶりとなった。
2025年1月14日、本楽曲のミュージックビデオの再生回数が1億回を突破した。

## 音楽性
大森は楽曲について「青と夏」のアンサーソングのような感覚で作ったと述べている。大人が思う青春を表現しようとし、そのためにギターロックの形式を選び、テクニカルなギターリフが加えられた。これはバンドの原点に立ち返るような意図があったためで、コピーバンドをやっていた学生の頃の衝動的な感覚を自ら起こそうとして制作された。大森は、近年自身のバンドの楽曲においてオーケストラが加えられるなどスケール感が大きくなっていったことへの反動もあったと語っている。

## 受賞
- 第66回日本レコード大賞 - 大賞[29]

- MTV VMAJ 2024「Best Group Video -Japan-」[40]
- MTV VMAJ 2024「Best Art Direction Video」[40]
- MTV VMAJ 2024「Best Cinematography」[40]

## テレビ披露
| 番組名                                                     | 放送局         | 出演日         | 備考 |
| ---------------------------------------------------------- | -------------- | -------------- | --- |
| ミュージックステーション                                   | テレビ朝日系列 | 2024年4月12日  | 同日出演したテレビ朝日開局65周年記念イベント「The Performance」の会場であるKアリーナ横浜から生中継で披露した。 |
| CDTVライブ! ライブ!                                        | TBSテレビ系列  | 2024年4月29日  | フルサイズでの歌唱。「ライラック」「春愁」の全2曲を披露。                                                      |
| SONGS                                                      | NHK総合        | 2024年6月20日  | 「ライラック」「青と夏」「Soranji」「Dear」の全4曲を披露。                                                     |
| THE MUSIC DAY 2024                                         | 日本テレビ系列 | 2024年7月6日   | |
| with MUSIC                                                 | 日本テレビ系列 | 2024年7月27日  | 「ライラック」「青と夏」の全2曲を披露。                                                                        |
| ミュージックステーション                                   | テレビ朝日系列 | 2024年10月25日 | ミュージックビデオで着用した制服衣装で披露。                                                                   |
| ベストヒット歌謡祭2024                                     | 日本テレビ系列 | 2024年11月14日 | ミュージックビデオで着用した衣装で披露。「ライラック」「familie」の全2曲を披露。                               |
| ベストアーティスト2024                                     | 日本テレビ系列 | 2024年11月30日 | 「ライラック」「ビターバカンス」の全2曲を披露。                                                                |
| 2024 FNS歌謡祭                                             | フジテレビ系列 | 2024年12月4日  | 「ライラック」「コロンブス」の全2曲を披露。                                                                    |
| CDTVライブ! ライブ! クリスマス4時間半スペシャル            | TBSテレビ系列  | 2024年12月16日 | 「ライラック」「familie」の全2曲を披露。                                                                       |
| ミュージックステーション SUPER LIVE 2024                   | テレビ朝日系列 | 2024年12月27日 | 「ライラック」「コロンブス」「アポロドロス」「ビターバカンス」の全4曲を披露。                                  |
| 発表!今年イチバン聴いた歌 ～年間ミュージックアワード2024～ | 日本テレビ系列 | 2024年12月28日 | 「2024年テレビ最長のメドレー」として「ライラック」「コロンブス」「Dear」の全3曲を披露。                        |
| 第66回 輝く! 日本レコード大賞                              | TBSテレビ系列  | 2024年12月30日 | 優秀作品賞受賞の「ライラック」を優秀作品賞紹介、大賞受賞後の2回披露。                                          |
| 第75回NHK紅白歌合戦                                        | NHK総合        | 2024年12月31日 | 「青と夏 〜 ライラック 紅白SP」として「青と夏」とメドレーで披露。                                              |